# خو (الزرقاء)
خو منطقة سكنية تقع في لواء قصبة الزرقاء، محافظة الزرقاء في الأردن. تنتمي المنطقة لقضاء الزرقاء الذي يضم 5 مناطق. يقدر عدد سكانها بـ 4 نسمة حسب إحصاء 2015.

## الوصلات الخارجية
- دائرة الاحصاءات العامة